# Tomohiko Miyazaki
Tomohiko Miyazaki (宮崎 智彦 Miyazaki Tomohiko?, Tokio, 21 de noviembre de 1986) es un futbolista japonés que juega como centrocampista en el Fukushima United F. C. de la J3 League.

## Trayectoria

### Clubes
| Club                   | País  | Año       |
| ---------------------- | ----- | --------- |
| Kashima Antlers        | Japón | 2009-2012 |
| Yokohama FC (cedido)   | Japón | 2011      |
| Júbilo Iwata (cedido)  | Japón | 2012      |
| Júbilo Iwata           | Japón | 2013-2020 |
| Fagiano Okayama        | Japón | 2021-2022 |
| Fukushima United F. C. | Japón | 2023-     |

## Palmarés

### Títulos nacionales
| Título               | Club            | País  | Año  |
| -------------------- | --------------- | ----- | ---- |
| J. League Division 1 | Kashima Antlers | Japón | 2009 |
| Supercopa de Japón   | Kashima Antlers | Japón | 2010 |
| Copa del Emperador   | Kashima Antlers | Japón | 2010 |